# Frăsinești, Ungheni
Frăsinești este un sat din componența comunei Măcărești din raionul Ungheni, Republica Moldova.
Satul are o suprafață de circa 0,72 kilometri. Este la distanța de 36 km de orașul Ungheni și la 100 km de Chișinău. Satul Frăsinești a fost menționat documentar în anul 1497 cu denumirea Frățienești.

## Istorie
Localitatea a fost menționată documentar în 1497 cu denumire de Frățieneștii:
„Din mila lui Dumnezeu, noi, Ștefan voievod, domn al Țării Moldovei. Facem cunoscut, cu această carte a noastră, tuturor celor care o vor vedea sau o vor auzi citindu-se, el au venit, înaintea noastră și înaintea boierilor noștri moldoveni, mari ți mici, sluga noastră Toader Căuia ți nepoata lui de frate, Anna, fiica lui Oană Căuia, de bunăvoia lor, nesiliți de nimeni, nici asupriți, și au vândut dreapta lor ocină, din dreptul lor uric, un sat peste Prut, la gura Orbejei, anume Frățieneștii, și au vândut acel sat Ilenei și nepotului ei de frate, Dragon Frățianu, pentru 70 de zloți tătărești.

...

A scris Șandru al lui Cârje, la Vaslui, în anul 7005 <1497>, luna februarie 25.”

## Personalități
- Gheorghe Papuc - politician, ministru al afacerilor interne din Republica Moldova din anul 2002